# Epsilon
Epsilon (stgr. ἒ ψιλόν, pisana Εε lub ϵ϶) – piąta litera alfabetu greckiego. W greckim systemie liczbowym oznacza liczbę 5. Epsilon pochodzi od litery alfabetu fenickiego he . Od epsilonu pochodzą łacińskie E i cyrylickie Е.
Od wariantowej formy greckiej litery ϵ pochodzi znak waluty euro – €.
Epsilon reprezentuje samogłoskę półprzymkniętą przednią niezaokrągloną /e/.
Epsilon (ἒ ψιλόν – „proste e”) pochodzi od konieczności odróżnienia go od dwuznaku αι.
Wariantem epsilonu jest epsilon w kształcie półksiężyca – ϵ (ε w MathML), który pochodzi z greki średniowiecznej. Epsilon półksiężycowaty ϵ nie może być mylony z symbolem przynależności ∈ lub fałszywie uważany za półksiężycowatą wersję sigmy Σ.
W matematyce, minuskuła otwartego e – ɛ ({\displaystyle \varepsilon } w MathML) z rozszerzonego alfabetu łacińskiego jest czasem używany zamiennie z epsilonem półksiężycowatym.

## Użycie jako symbolu

### Ε
Majuskuła epsilonu nie jest używana jako symbol, gdyż wygląda tak samo jak łacińska litera E.

### ε
- w astronomii:
  - nazwa piątej najjaśniejszej gwiazdy w konstelacji
  - epsilon jest nazwą najdalszego, najjaśniejszego pierścienia Urana
- w chemii:
  - molowy współczynnik absorpcji
  - lokant wskazujący położenie podstawnika w łańcuchu, np. kwas ϵ-hydroksykapronowy[1], HOOC−α
CH
2−β
CH
2−γ
CH
2−δ
CH
2−ε
CH
2−OH
  - oznaczenie położenia wiązania podwójnego pomiędzy atomami 5 i 6 pierścienia końcowego cząsteczki karotenu[2]
- w ekonomii: od litery ε pochodzi symbol waluty euro – €
- w fizyce:
  - przenikalność elektryczna
  - odkształcenie
  - zwyczajowe oznaczenie przyspieszenia kątowego stosowane w kinematyce, z definicji równego pochodnej rzędu pierwszego prędkości kątowej względem czasu:

{\displaystyle {\vec {\varepsilon }}={\frac {d{\vec {\omega }}}{dt}}}
- w informatyce: tekstowy typ danych
- w matematyce:
  - liczby epsilonowe w teorii mnogości
  - liczby dualne – a + bε, gdzie ε² = 0, a ε ≠ 0
  - symbol Leviego-Civity
  - oznaczenie dowolnie małej liczby rzeczywistej dodatniej ε > 0, często stosowane w dowodach twierdzeń
- w motoryzacji: stopień sprężania

## Kodowanie
W Unicode litera jest zakodowana:
| Znak | Unicode | Kod HTML                          | Nazwa unikodowa                      | Nazwa polska                          |
| ---- | ------- | --------------------------------- | ------------------------------------ | ------------------------------------- |
| Ε    | U+0395  | &Epsilon; lub &#x0395; lub &#917; | GREEK CAPITAL LETTER EPSILON         | wielka litera grecka epsilon          |
| ε    | U+03B5  | &epsilon; lub &#x03B5; lub &#949; | GREEK SMALL LETTER EPSILON           | mała litera grecka epsilon            |
| ϵ    | U+03F5  | &#x03F5; lub &#1013;              | GREEK LUNATE EPSILON SYMBOL          | półksiężycowaty epsilon               |
| ϶    | U+03F6  | &#x03F6; lub &#1014;              | GREEK REVERSED LUNATE EPSILON SYMBOL | odwrócony półksiężycowaty epsilon     |
| Ɛ    | U+0190  | &#x0190; lub &#400;               | LATIN CAPITAL LETTER OPEN E          | otwarte wielkie łacińskie E (epsilon) |
| ɛ    | U+025B  | &#x025B; lub &#603;               | LATIN SMALL LETTER OPEN E            | otwarte małe łacińskie E (epsilon)    |

W LaTeX-u używa się znacznika:
| Znak                         | LaTeX       |
| ---------------------------- | ----------- |
| {\displaystyle \mathrm {E} } | \Epsilon    |
| {\displaystyle \epsilon }    | \epsilon    |
| {\displaystyle \varepsilon } | \varepsilon |

W IPA – samogłoska półotwarta przednia niezaokrąglona [ɛ]

## Jako inicjał

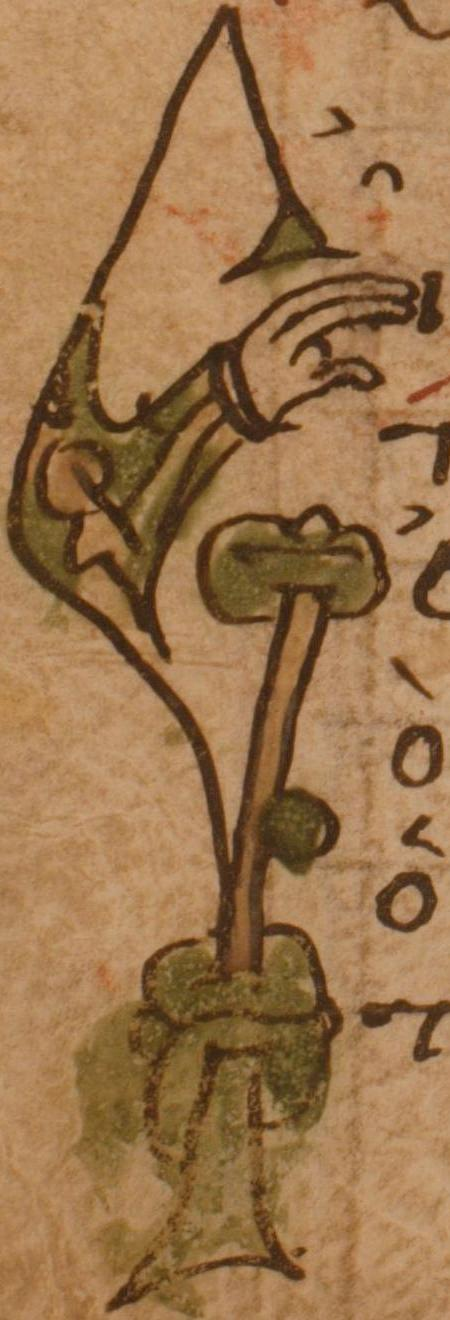
Epsilon jako inicjał w Lekcjonarzu 226, folio 20 verso
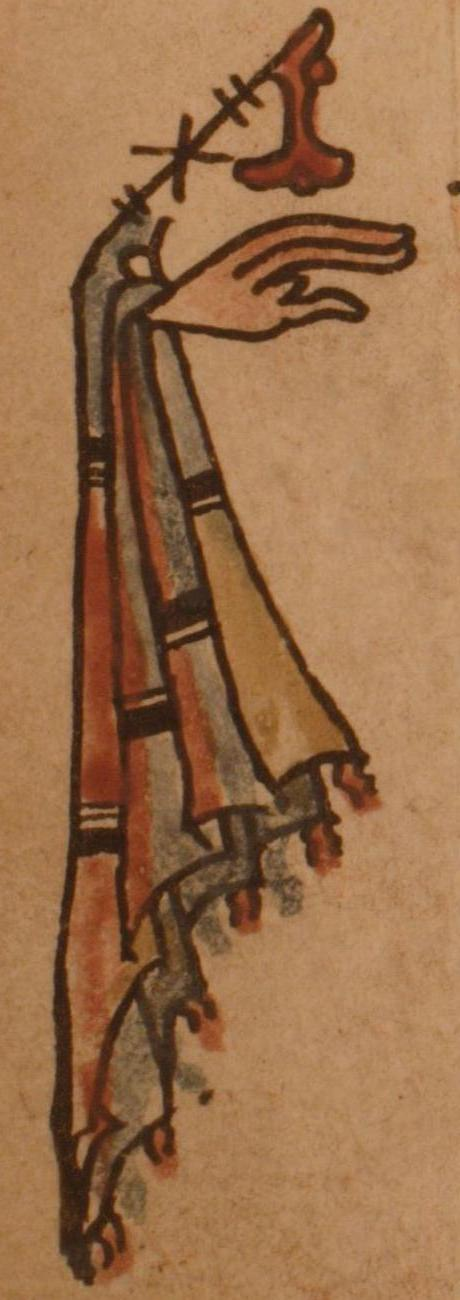
Lekcjonarz 226 (Gregory-Aland), folio 64 verso, epsilon jako inicjał